# Compeniusorglet
Compeniusorglet er et historisk orgel, der står i Frederiksborg Slotskirke.
Orglet er opkaldt efter orgelbyggeren Esaias Compenius, der byggede det til hertug Henrik Julius af Braunschweig-Wolfenbüttel i begyndelsen af 1600-tallet. Efter Henrik Julius' død skænkede hans enke Elisabeth det opulente orgel, der hidtil var det eneste af sin slags i Europa, til sin bror, den danske konge Christian 4., der opstillede det i kirken i 1617, det år, hvor kirken blev indviet.
Orglet er første gang nævnt i hertugens kapelmester Michael Praetorius' værk Syntagma Musicum fra 1619.
Selve orglet har hele 1.001 piber og er indbygget i en massiv egetræskasse ornamenteret med dyre- og menneskehoveder. Spilleværket forsynes med luft af fire kraftige kilebælge monteret øverst på bagsiden, disse drives manuelt ved hjælp af et tovværk. De firkantede orgelpiber er udført i ædle træsorter, og orgelhjertet er prydet med massivt sølv, ibenholt og elfenben. De 27 stemmer er fordelt på to manualværker og en pedaldel.